# Manizha
Pour les articles homonymes, voir Manija.
Manija Dalerovna Sanguine (en russe Манижа Далеровна Сангин, en tadjik Манижа Далеровна Сангин), née Khamraïeva (Хамраева, Ҳамроева) le 8 juillet 1991 à Douchanbé (RSS du Tadjikistan, URSS) et connue professionnellement sous le nom de Manizha (transcription anglophone de son prénom), est une chanteuse et autrice-compositrice russo-tadjike.
Elle a représenté la Russie au Concours Eurovision de la chanson 2021 avec la chanson Russian Woman.

## Biographie
Manizha est née le 8 juillet 1991 à Douchanbé ; sa mère Najiba Usmanova est psychologue et créatrice de vêtements, et son père est médecin. Ses parents sont divorcés, et son père s'oppose à ce qu'elle entame une carrière de chanteuse. Le grand-père de Manizha était Toji Usmon, un écrivain et journaliste tadjik auquel un monument est dédié à Khujand. Son arrière-grand-mère est l'une des premières femmes du Tadjikistan à retirer son voile et à entamer une carrière indépendante ; en réponse à cela, elle s'est vu retirer la garde de ses enfants,. Manizha a changé son nom de famille de Khamrayeva à Sangin afin d'honorer sa grand-mère, qui a été l'une des premières personnes à l'encourager à poursuivre la musique.
En 1994, Manizha et sa famille fuient le Tadjikistan en raison de la guerre civile tadjike, puis s'installent à Moscou. Manizha commence à étudier le piano. Manizha étudie la psychologie à l'Université d'État des sciences humaines de Russie.
Sensible pour la cause liée aux violences domestiques, elle est l'ambassadrice de la fondation caritative ''Gift of Life'' (depuis décembre 2019). Elle est également la première ambassadrice de bonne volonté russe de l'Agence des Nations unies pour les réfugiés (depuis décembre 2020).

### 2003-2015: début de carrière
Manizha a commencé sa carrière en 2003, en se produisant en tant que chanteuse pour enfants. Elle a participé à plusieurs concours de chant pour enfants, remportant le grand prix du concours Rainbow Stars à Jūrmala, devenant lauréate du festival Ray of Hope organisé par Mir, et devenant lauréate du concours Kaunas Talent à Kaunas. Elle a enregistré un certain nombre de chansons en russe et en tadjik, avant de rejoindre le projet musical Ru.Kola en 2007,, Cette année-là, elle est devenue finaliste du concours musical Five Stars à Sotchi,,.
Manizha a ensuite quitté le projet Ru.Kola, et a rejoint le groupe russe Assai en 2011. Elle a ensuite quitté Assai pour rejoindre Krip De Shin peu après, qui a été formé avec d'autres anciens membres d'Assai. Avec Krip De Shin, elle a enregistré une pièce de théâtre étendue et s'est produite dans divers festivals de musique à travers la Russie,. En raison de différences créatives entre elle et le groupe, elle a plus tard choisi de quitter le groupe. Après avoir quitté le groupe, Manizha a déménagé à Londres, et a plus tard commencé à étudier le gospel à la fois à Londres et à New York,,.

### 2016-2020: Percée indépendante
En 2016, Manizha est revenue à sa carrière musicale, avec la sortie de plusieurs singles publiés de manière indépendante. Les singles ont été suivis par la sortie de son premier album studio Manuscript, qui a été publié indépendamment en février 2017 ,. Après la sortie de Manuscript, Manizha a commencé à travailler sur son deuxième album. Son deuxième album studio ЯIAM a ensuite été publié en mars 2018. En décrivant l'album, Manizha a déclaré qu'il était basé sur "l'architecture de la personnalité" d'une personne . Sa première pièce solo étendue Womanizha est sortie plus tard l'année suivante, en avril 2019.

### 2021: Concours Eurovision de la chanson
En mars 2021, Manizha est confirmée pour participer à la sélection nationale russe du Concours Eurovision de la chanson 2021 avec la chanson Russian Woman,. Celle-ci a lieu le 8 mars 2021 à Moscou, où Manizha est déclarée gagnante après avoir obtenu 39,7 % des votes du public. Elle représente la Russie au Concours Eurovision de la chanson 2021, qui se tient à Rotterdam,. À l'issue de la finale du 22 mai, elle termine à la 9e place avec 204 points.

### Depuis 2022
À la suite de l'invasion de l'Ukraine par la Russie le 24 février 2022, elle se prononce contre la guerre dans une publication sur Instagram, faisant référence aux origines ukrainiennes de son mari et de sa belle-sœur. Elle est alors l'objet d'une campagne visant à la faire inscrire sur une liste noire, ce qui conduit plusieurs organisateurs de spectacles à annuler ses représentations sous la pression des autorités russes,.
En mars 2024, après l'attentat du Crocus City Hall, Manizha publie sur Instagram une vidéo dans laquelle elle exprime sa crainte que les conséquences de l'attaque de la salle de concert de Moscou « n'affectent tous les Tadjiks et les habitants d'Asie centrale », elle évoque également « la torture publique » en « réponse à des atrocités flagrantes », exprimant son avis : « malgré toute cette horreur et ces ténèbres, nous devons rester humains. ». La commission d'enquête russe examine alors des allégations selon lesquelles la chanteuse russe Manizha aurait alors « justifié le terrorisme ».